# تيموثي ك. إيفانز
تيموثي ك. إيفانز (بالإنجليزية: Timothy C. Evans)‏ هو سياسي أمريكي، ولد في 1 يونيو 1943 في هت سبرينغز في الولايات المتحدة. حزبياً، نشط في الحزب الديمقراطي. وقد انتخب Chicago City Council ‏.